# Synagoge (Abony)

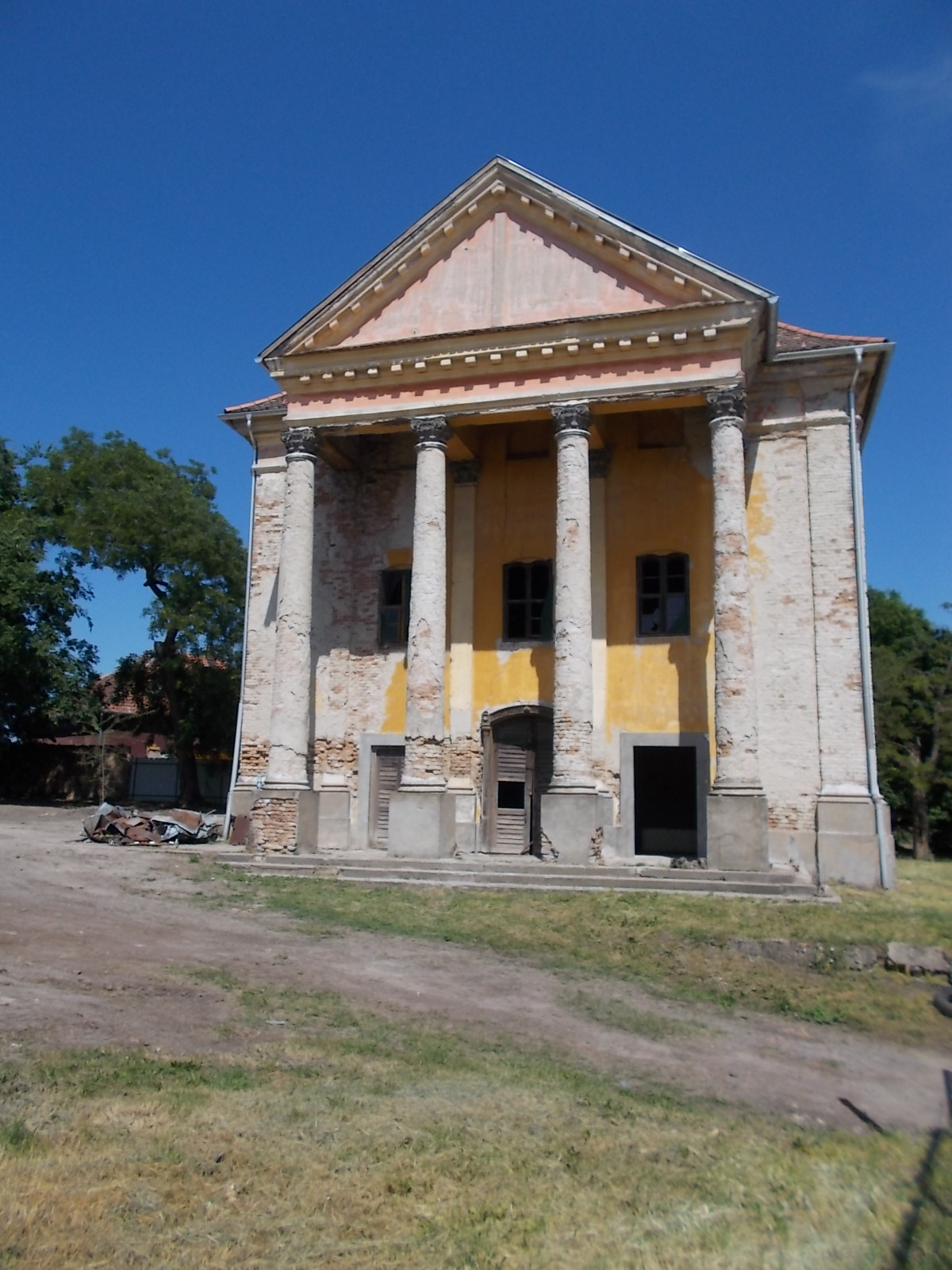
Synagoge in Abony (2017)

Die Synagoge in Abony, einer ungarischen Stadt im Komitat Pest rund 80 Kilometer südöstlich der Hauptstadt Budapest, wurde 1825 errichtet und 1875 vergrößert. Die profanierte Synagoge im Stil des Neoklassizismus ist ein geschütztes Kulturdenkmal.